# Jung Ye-rin
Jung Ye-rin (Daegu, 15 de julho de 1996) é uma judoca sul-coreana.

## Carreira
Ye-rin é de Daegu e começou o judô quando estava na 4ª série do ensino fundamental. Ela ficou em terceiro lugar no Grand Slam de Ulaanbaatar em junho de 2022, e ganhou a medalha de bronze no Campeonato Asiático realizado em Nur-Sultan, Cazaquistão, em agosto do mesmo ano. Nos Jogos Asiáticos de 2022, realizados em Hangzhou, em outubro de 2023, ela derrotou Galina Tynbaeva, do Cazaquistão, para ganhar a medalha de bronze. No ano seguinte, em abril de 2024, ficou em 5º lugar no Campeonato Asiático realizado em Hong Kong.
Nos Jogos Olímpicos de Verão de 2024, em Paris, conquistou a medalha de bronze na competição de equipe mista, ao lado de Huh Mi-mi, An Ba-ul, Kim Won-jin, Lee Hye-kyeong, Han Ju-yeop, Kim Ji-su, Lee Joon-hwan, Kim Ha-yun, Kim Min-jong e Yoon Hyun-ji.